# Rick Scott
Richard Lynn "Rick" Scott ( Bloomington, Illinois, 1 de desembre de 1952) és un polític estatunidenc del Partit Republicà. Del 2011 al 2019 va ocupar el càrrec de governador de Florida, i del 2019 ençà, és senador pel mateix estat.